# Dulderin Weib
Dulderin Weib (engl. Originaltitel: Tesha) ist ein britisches Stummfilmmelodram von Victor Saville aus dem Jahre 1928 mit der in Deutschland sehr populären Ungarin Maria Corda in der Hauptrolle der Tesha. Die Geschichte basiert auf einem Roman einer Gräfin Barcynska.

## Handlung
Der britische Großindustrielle Robert Dobree (in der deutschen Fassung: Brown) lernt auf einer von seiner Mutter gegebenen Gesellschaft die schöne und geheimnisvolle Tänzerin Tesha kennen, der er augenblicklich verfällt. Er will Tesha so schnell wie möglich heiraten, obwohl er von ihr weiß, dass sie unbedingt bald Mutter werden will und ihm klar ist, dass er diesen Wunsch Teshas nie wird erfüllen können. Denn seit einer schwerwiegenden Verletzung im (Ersten) Weltkrieg ist er zeugungsunfähig. Tesha und Dobree verbringen eine schöne Zeit miteinander, jedoch existiert Teshas Wunsch Mutter zu werden weiterhin. Der Hausarzt Dr. Hobson empfiehlt Dobree, seine Frau auf Reisen zu schicken, damit sie auf andere Gedanken kommt.
So entschwindet Tesha in ein mondänes Seebad, wo sie prompt mit einem anderen Mann eine kurze intime Affäre hat, die nicht ohne Folgen bleibt. Von schweren Gewissensbissen geplagt, kehrt die geschwängerte Tesha zu ihrem Gatten zurück. Der erhält kurz darauf Besuch von seinem alten Freund Jack Lanane, der vor kurzem aus Afrika angereist ist. Ihm zu Ehren veranstaltet Robert ein privates Dinner und Teshin erkennt in ihm ihren Kurschatten wieder.
Als dieser wieder abreist, gesteht Tesha ihrem Gatten ihre Schwangerschaft. Überglücklich nimmt Dobree seine Frau in den Arm. Durch einen freudigen Brief von Dobree erfährt auch Lanane von der Schwangerschaft, erahnt seine wahre Vaterschaft und reist, von schlechtem Gewissen gegenüber dem Freund geplagt, sofort nach England zurück. Auch Dobree wird klar, dass er nicht der Vater sein kann, denn auch sein Hausarzt hat ihm erklärt, dass er weiterhin zeugungsunfähig sei. Ihm wird bei der Geburt klar, das Lanane der leibliche Vater sein muss. Doch angesichts des süßen kleinen Babys und der überglücklichen Mutter verraucht Roberts anschwellender Zorn wieder, und er drückt das Baby voller Liebe fest an sich.

## Produktionsnotizen
Tesha entstand Mitte 1928 und wurde am 28. August 1928 uraufgeführt. Die deutsche Premiere erfolgte Ende Oktober desselben Jahres. Um die im britischen Film bis dahin meist schwache Bildqualität zu heben, verpflichtete die Produktionsfirma British International Pictures für die Aufnahmen den erfahrenen deutschen Kameramann Werner Brandes, der bereits Ende 1927 für zwei englische Inszenierungen E. A. Duponts nach London gekommen war.

## Kritiken
In der New York Times hieß es, Tesha habe ein „‚Sexsensationsthema‘, das heikle Situationen mit Geschick und doch einer gewissen Aufrichtigkeit behandelt“. Ferner wurden die schauspielerischen Leistungen von Maria Corda und Jameson Thomas gelobt (“beautifully acted by”).

„Maria Corda, die "Helen of Troy" gemacht hat, spielt die Hauptrolle. Sie hat die klassischen Farbtöne einer griechischen Statue und fast ebenso viel dramatische Fähigkeit.“